# Castillo de Råbelöv
El Castillo de Råbelöv (en sueco: Råbelövs slott) es una mansión en el municipio de Kristianstad en Escania, Suecia.

## Historia
La propiedad fue nombrada según la villa de Råby, donde rå representa un troll, y by representa un pueblo; löv es una adición ornamental que significa hoja. El consejero danés y comisario de guerra en Escania Christoffer Ulfeldt (1583-1653) hizo construir el edificio en 1637. La finca pasó a su hijo Ebbe Christoffersen Ulfeldt (1616-1682) en 1663. Tras la muerte de Ulfeldt en 1682, Råbelöv pasó a su cuñado, el oficial militar sueco Carl Gustaf Skytte (1647-1717). En 1782, la propiedad sufrió un incendio y el edificio principal fue gravemente dañado. Edificios completamente nuevos fueron construidos subsiguientemente.